# Mounds (Illinois)
Mounds es una ciudad ubicada en el condado de Pulaski en el estado estadounidense de Illinois. En el Censo de 2010 tenía una población de 810 habitantes y una densidad poblacional de 257,19 personas por km².

## Geografía
Mounds se encuentra ubicada en las coordenadas 37°6′58″N 89°12′10″O / 37.11611, -89.20278. Según la Oficina del Censo de los Estados Unidos, Mounds tiene una superficie total de 3.15 km², de la cual 3.13 km² corresponden a tierra firme y (0.74%) 0.02 km² es agua.

## Demografía
Según el censo de 2010, había 810 personas residiendo en Mounds. La densidad de población era de 257,19 hab./km². De los 810 habitantes, Mounds estaba compuesto por el 22.72% blancos, el 73.7% eran afroamericanos, el 0.74% eran amerindios, el 0.37% eran asiáticos, el 0% eran isleños del Pacífico, el 0.86% eran de otras razas y el 1.6% pertenecían a dos o más razas. Del total de la población el 3.21% eran hispanos o latinos de cualquier raza.